# Interstate 76 (west)
De Interstate 76 west (afgekort I-76) is een Interstate highway in de Verenigde Staten. De snelweg loopt door slechts 2 staten, van Arvada tot aan Big Springs. Onderweg doet men de grote stad North Washington aan. De snelweg is 302,72 kilometer lang.

## Traject

### Denver
De snelweg begint in de agglomeratie Denver. De snelweg begint in de voorstad Wheat Ridge aan de Interstate 70, net ten westen van Denver zelf. Er zijn hier 2x2 rijstroken beschikbaar. Men passeert door het grootste industrieterrein van de staat, wat zich uitstrekt over 17 kilometer aan de noordkant van Denver. De stad is een belangrijk weg, spoor en luchtknooppunt. Vanaf het voorstadje Westminster East zijn er 2x3 rijstroken beschikbaar. Wat verderop kruist men de Interstate 25, die naar het noorden naar Fort Collins loopt, en naar het zuiden naar het centrum van Denver, Colorado Springs, en verder naar Albuquerque in New Mexico. Een kilometer hierna kruist men de Interstate 270, een korte verbindingsweg tussen de I-70 en de I-25 door Commerce City. Hierna versmalt de snelweg al naar 2x2 rijstroken. Vanaf Commerce City zijn er weer 2x3 stroken beschikbaar. Maar wanneer de US 85 afslaat richting Brighton versmalt de weg weer. Dit gedeelte van de agglomeratie is nog volop in ontwikkeling. Bij Brighton kruist men de E-470, een tolsnelweg die een ring vormt om de agglomeratie. Men passeert nog langs Brighton zelf, en verlaat dan de agglomeratie.

### High Plains
Men begint nu aan de lange reis naar Nebraska over de High Plains, een kaal en boomloze hoogvlakte op zo'n 1500 meter hoogte. De route is behoorlijk saai, maar richting Denver zijn de Rocky Mountains bij helder weer zichtbaar. In dit gebied is ook wat cirkelirrigatielandbouw, maar niet grootschalig. De snelweg heeft een Frontage Road. De route over de steppes is niet druk. In het dorp Wiggins sluit de US 34 aan, die uit Greeley komt. Bij Fort Morgan komt de snelweg parallel aan de rivier de South Platte lopen. Fort Morgan is een regionaal stadje met 11.000 inwoners. Bij Brush slaat de US 34 af richting het oosten, naar Yuma in het vrijwel onbevolkte oosten van Colorado. De snelweg kent in dit gebied lange rechtstanden, en er liggen zogenaamde "rumble strips" langs de snelweg om in slaap gevallen automobilisten te waarschuwen. Men komt nu langs Sterling, met 13.000 inwoners de grootste plaats in het noordoosten van Colorado. Ook na Sterling is de weg lang, recht, en plat. Bij Sterling slaat de US 6 af richting het oosten, en loopt de US 138 parallel aan de snelweg, aan de overkant van de rivier de South Platte. In dit gebied kan slecht weer voorkomen met grote hagelbuien en tornado's. Men komt uiteindelijk bij Julesburg, de noordelijkste plaats van Colorado, en grensplaats met Nebraska. Hier steekt men de grens met Nebraska over, en drie kilometer verderop eindigt de I-76 op de Interstate 80, die van Salt Lake City naar Omaha loopt.

## Lengte
| Staat    | km     | mijl   |  |
|          |        |        |  |
| Colorado | 297,50 | 184,86 |  |
| Nebraska | 3,99   | 2,48   |  |
|          |        |        |  |
| Totaal   | 301,49 | 187,34 |  |

2 · 4 · 5 · 8 · 10 · 12 · 15 · 16 · 17 · 19 · 20 · 22 · 24 · 25 · 26 · 27 · 29 · 30 · 35 · 37 · 39 · 40 · 43 · 44 · 45 · 49 · 55 · 57 · 59 · 64 · 65 · 66 · 68 · 69 · 70 · 71 · 72 · 73 · 74 · 75 · 76 (west) · 76 (oost) · 77 · 78 · 79 · 80 · 81 · 82 · 83 · 84 (west) · 84 (oost) · 85 · 86 (west) · 86 (oost) · 87 · 88 (west) · 88 (oost) · 89 · 90 · 91 · 93 · 94 · 95 · 96 · 97 · 99 · 165 · 238 · 265 · 277 · 278 · 287 · 355 · 390 · 465 · 485 · 565 · 684 · 787 · 790 · 865

Hawaii:
H-1 · H-2 · H-3  
Alaska:
A-1 · A-2 · A-3 · A-4  
Puerto Rico:
PR-1 · PR-2 · PR-3